# محور الابتكار التنظيمي
محور الابتكار التنظيمي (بالإنجليزية: Center on Organizational Innovation)‏ (اختصار COI) هو مركز ومحور ابحاث في معهد البحوث والسياسات الاجتماعية والاقتصادية في جامعة كولومبيا ، ولقد انشئ المركز في عام 2000 والذي عنونه عالم الأجتماع دافيد ستارك ، وروج البحث في مجالات الدراسات التنظيمية ودراسات العلوم والتكنولوجيا وعلم الأجتماع الاقتصادي ، مع التركيز على الأبتكار والأنعكاس.

## روابط خارجية
- محور الابتكار التنظيمي